# Naattikumpu
Naattikumpu este o arie protejată (arie specială de conservare — SAC, sit de importanță comunitară — SCI, arie de protecție specială avifaunistică — SPA) din Finlanda întinsă pe o suprafață de 14 ha, integral pe uscat.

## Localizare
Centrul sitului Naattikumpu este situat la coordonatele 61°39′43″N 29°44′34″E / 61.6619°N 29.7428°E.

## Înființare
Situl Naattikumpu a fost declarat sit de importanță comunitară în august 1998 pentru a proteja 2 specii de animale. Alte tipuri de protecție:
- arie de protecție specială avifaunistică (în august 1998)[2]
- arie specială de conservare (în aprilie 2015)[1][3][4]

## Biodiversitate
Situată în ecoregiunea boreală, aria protejată conține 1 habitat natural: Taiga vestică.
La baza desemnării sitului se află mai multe specii protejate:
- păsări (1): șorecarul comun (Buteo buteo)
- nevertebrate (1): Oxyporus mannerheimii

Pe lângă speciile protejate, pe teritoriul sitului au mai fost identificate 22 de specii de păsări.